# Ignazio Cassis
Ignazio Cassis (Sessa, 13 aprile 1961) è un politico e medico svizzero, presidente della Confederazione elvetica dal 1º gennaio al 31 dicembre 2022.
È il quinto politico originario della Svizzera italiana a ricoprire la carica di presidente della Confederazione. Possedeva anche la cittadinanza italiana, alla quale ha rinunciato nel 2017.

## Biografia
Nato a Sessa da genitori italiani, il padre Gino originario di Luino (Varese) e la madre Mariarosa di Bergamo, tre sorelle (due più grandi e una più giovane di lui), all'età di 15 anni ottiene anche la cittadinanza svizzera. Dopo gli studi in medicina all'Università di Zurigo (laurea nel 1987), si specializza in medicina interna e in prevenzione e salute pubblica, ottenendo i relativi titoli di specialista FMH. Dal 1996 al 2008 occupa la funzione di medico cantonale in Ticino. Nella Federazione dei medici svizzeri FMH riveste dal 2008 al 2012 la carica di Vicepresidente.
Per la legislatura 2007-2011, e successivamente per quella 2011-2015, è eletto in Consiglio nazionale per il Canton Ticino nelle file del Partito Liberale Radicale. In tale veste è dapprima membro (dal 2007), poi vicepresidente (dal 2014) della Commissione della sicurezza sociale e della sanità, nonché membro e presidente (2010-2011) della Delegazione AELS/UE e membro della Delegazione UIP.
Nell'ambito professionale medico Ignazio Cassis svolge dal 1987 al 1996 attività cliniche (chirurgia, medicina interna, malattie trasmissibili) e dal 1997 al 2008 attività di salute pubblica e gestione dei sistemi sanitari quale Medico cantonale per il Cantone Ticino. Nel contempo è membro di commissioni extraparlamentari (p. es. HIV/AIDS, droga) e di organi nazionali su questioni sanitarie (p. es. e-health, medicina altamente specializzata). Dal 2001 è incaricato d'insegnamento sulla salute pubblica e sulla gestione dei sistemi sanitari in varie università svizzere, come quella di Losanna, Berna, Zurigo e Lugano. Egli presiede inoltre varie associazioni nazionali senza scopo di lucro del settore sanitario e sociale, come CURAVIVA Svizzera (Associazione mantello degli istituti sociali e di cura), Curafutura (associazione di quattro assicuratori malattia), Radix (fondazione per la salute) ed EQUAM (fondazione per la valutazione della qualità nella medicina ambulatoriale). In Ticino presiede l'associazione Fourchette Verte Ticino, che promuove un'alimentazione sana ed equilibrata nei luoghi pubblici di ristorazione (mense, ristoranti e snack). Inoltre, Cassis è membro del Consiglio di Fondazione FAIRMED che fornisce aiuto umanitario in vari paesi del terzo mondo.
Nel corso della legislatura 2011-2015 si è reso protagonista in particolare per due mozioni, entrambe approvate dalle Camere federali. La prima è una modifica della Legge sull'IVA, con l'eliminazione della concorrenza sleale che precedentemente esentava parzialmente l'artigianato estero dal pagamento di questa imposta. La seconda è invece relativa agli appalti pubblici della Confederazione, che dovranno, in futuro, essere redatti anche in lingua italiana.
In luglio 2017 si candida al Consiglio federale e rinuncia alla cittadinanza italiana. Il 20 settembre 2017, Cassis viene eletto membro del Consiglio federale per il PLR in sostituzione del dimissionario Didier Burkhalter e diventa l'ottavo Consigliere federale della storia proveniente dal Canton Ticino. Al secondo turno di scrutinio batte con 125 voti su 244 il consigliere di Stato ginevrino Pierre Maudet (90 voti) e la consigliera nazionale vodese Isabelle Moret (28 voti).
Il 22 settembre 2017 il Consiglio federale gli conferisce la responsabilità quale Capo del Dipartimento federale degli Affari esteri, con assunzione dell'incarico a decorrere dal 1º novembre 2017.
Oratore ufficiale in occasione della cerimonia d'ingresso dei Capitani Reggenti della Repubblica di San Marino il 1 ottobre 2020.

## Candidatura al Consiglio federale (2017)

### Contesto e cronologia
Il 14 giugno 2017, a seguito dell'annuncio di Didier Burkhalter delle sue inattese dimissioni per il 31 ottobre dello stesso anno, Cassis viene percepito come un probabile successore. Secondo la regola informale della "formula magica", la composizione del Consiglio federale non è rimessa in discussione e il PLR può dunque sostituire il dimissionario Burkhalter con un politico dei suoi ranghi. In discussione è allora la rappresentatività linguistica del Consiglio federale, formalmente sancita dalla Costituzione (articolo 175, paragrafo 4). Si tratta dell'esigenza che il Governo federale rappresenti le diversità linguistiche e culturali svizzere. Nel 2017 la Svizzera di lingua francese risulta ben rappresentata (3 su 7 consiglieri), mentre la Svizzera italiana non vi siede più dal 1999, anno in cui si ritira il Consigliere federale Flavio Cotti. Questa lunga assenza dall'esecutivo federale, così come i problemi contingenti del Canton Ticino, confinante con la Lombardia e sottoposto a una pressione sul mercato del lavoro (lavoratori frontalieri), sono visti come forti argomenti per l'elezione di un rappresentante di questo Cantone.
Nei media il nome di Ignazio Cassis appare immediatamente dopo le dimissioni di Burkhalter. In effetti, la leadership nazionale del PLR favorisce una candidatura latina (romanda o italofona), invitando le relative sezioni cantonali a presentare candidature. Dopo un acceso dibattito interno, la sezione PLR del Cantone Ticino designa ufficialmente Cassis il 1º agosto 2017 quale unico candidato. Il 1º settembre 2017, il gruppo parlamentare del PLR decide di proporre all'Assemblea federale (le due camere parlamentari riunite) tre candidati: Ignazio Cassis, Isabelle Moret (Vaud) e Pierre Maudet (Ginevra).

### Posizioni e argomenti a favore e contro la sua candidatura
Cassis si è messo in evidenza in particolare per la sua lunga esperienza politica (capogruppo del PLR alle Camere), per la sua perfetta padronanza del tedesco e del francese e per la sua conoscenza dei problemi relativi al sistema sanitario e sociale, considerate questioni politiche prioritarie.
La sua linea politica di centro-destra lo pone al centro del suo partito PLR, di cui condivide pienamente il programma. La centralità dei valori quali libertà, responsabilità individuale, progresso e coesione lo porta ad assumere posizioni più favorevoli alla creazione di ricchezza (apertura dei mercati) che alla sua ridistribuzione (socialità). Sul piano sociale persegue una linea di apertura liberale (politica delle droghe, scelte di vita individuali). Questo posizionamento gli causa durante la campagna critiche e sostegni, a dipendenza degli schieramenti politici. Rispetto al primo partito della Svizzera (UDC) condivide le questioni migratorie e di politica economica, dissente invece sui temi d'integrazione istituzionale con l'Unione europea. Con il secondo partito svizzero (PS) condivide le politiche di apertura sociale e di attenzione ecologica, dissente invece sull'espansione ridistributiva e sull'indirizzo collettivista. Con il quarto partito (PPD) i punti comuni sono ben più numerosi di quelli controversi.
Singole questioni sono puntualmente strumentalizzate nel dibattito politico: la sua attività per l'associazione di assicuratori malattia, la sua vicinanza alla federazione dei medici svizzeri o all'associazione degli istituti di cura per anziani sono criticate come legami d'interesse che inficerebbero la sua indipendenza politica, soprattutto quale Presidente della Commissione della sicurezza sociale e sanità pubblica del Consiglio nazionale. Cassis respinge le critiche, argomentando che il parlamento svizzero, diversamente dalla maggioranza degli altri Paesi, non è composto da professionisti della politica ma da persone che svolgono l'attività in modo accessorio (parlamento di milizia) e che la somma dei legami di ogni membro rappresentano la società e ne concretizzano gli interessi. Altre voci sottolineano che a causa di queste attività, Cassis ha una particolare comprensione dei problemi del sistema sanitario. Cassis ricorda in questo dibattito che comunque, nel caso di elezione al Consiglio federale, porrebbe fine a tutti questi impegni.
Alcune attività vengono già ridotte o sospese durante la campagna per l'elezione: Cassis si ritira per esempio temporaneamente dalla sua posizione di presidente di Curafutura fino all'elezione del 20 settembre.

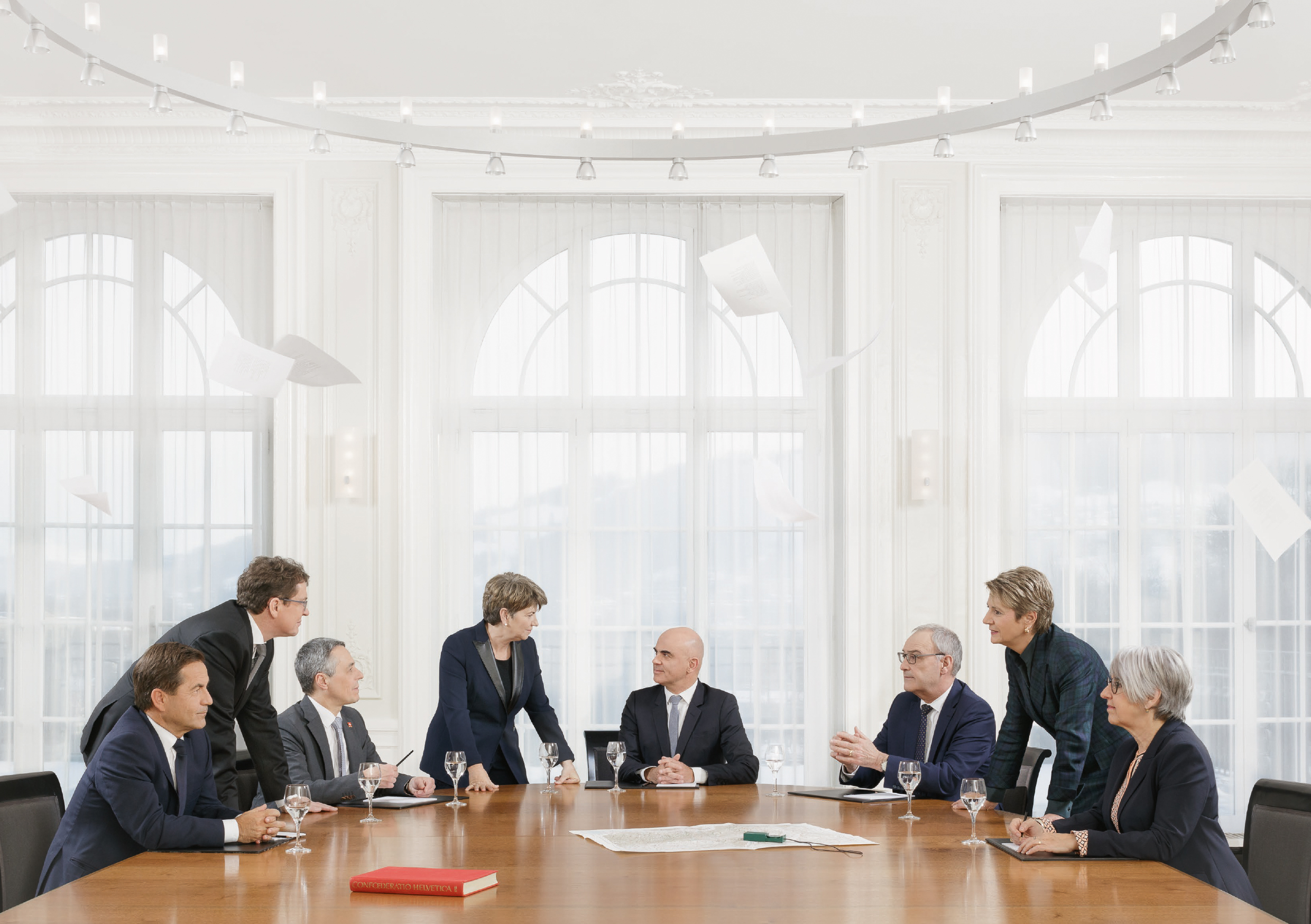
Ignazio Cassis (terzo da sinistra) al Consiglio federale nel 2023

Anche la questione della rinuncia alla nazionalità italiana al momento della candidatura diventa oggetto di polemica politica. Cassis sostiene la sua decisione, definita una scelta personale per risolvere un ovvio conflitto di lealtà e per far chiarezza. Anche il candidato Pierre Maudet, di nazionalità svizzera e francese, presenta una situazione simile, ma si posiziona diversamente: egli si dichiara disposto a rinunciare alla nazionalità francese in caso di elezione se il governo lo riterrà necessario.

## Vita privata
Cassis vive a Montagnola ed è sposato con Paola Rodoni Cassis.